# Orgelpipa

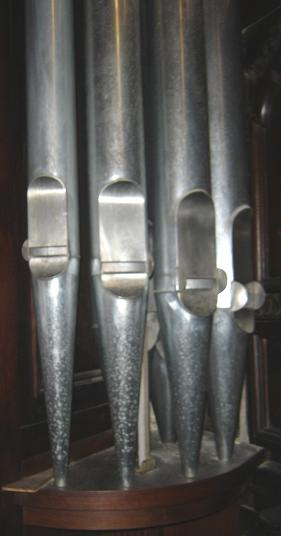
Orgelpipor (labialpipor i fasad)

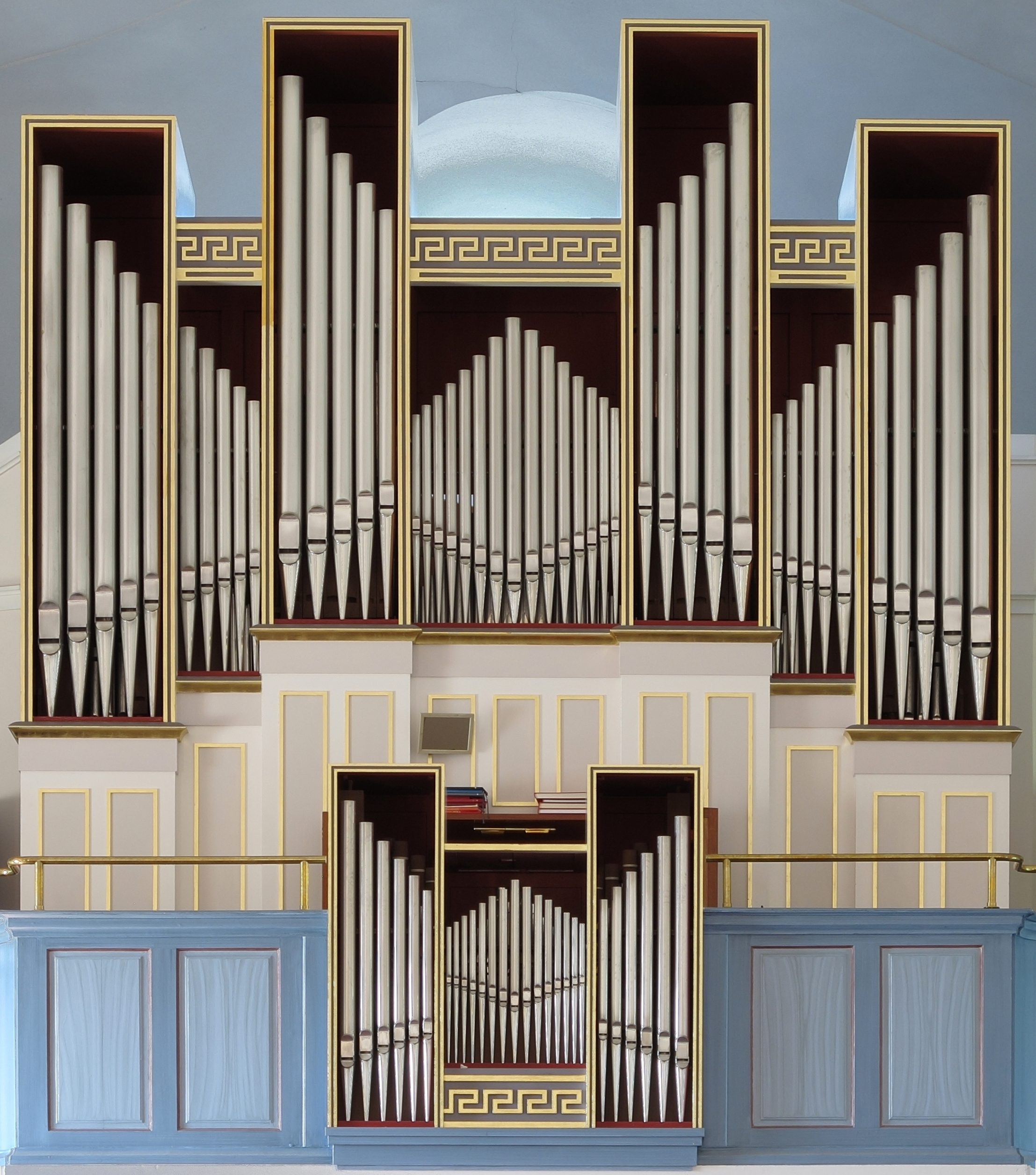
Pipor i orgel i Bjursås.

Orgelpipor, kallade pipor i sammanhang där det står klart vad man avser, är de tonalstrande delarna i en piporgel, de klangkroppar som stämmorna är hopsatta av. Piporna är i grunden av två typer:

## Labialpipor
I labialpipor, kollektivt labialverk, bildas tonen som i en spetsflöjt (till exempel blockflöjten): genom att inblåsningsluften styrs in i ett rör genom en smal springa (kärnspalt), lämnad av en plugg (kärna) som nästan pluggar igen röret, och mot den skarpa kanten till ett hål (labium) i rörets vägg. Både klangfärg och tonhöjd bestäms av de exakta måtten (mensurerna) på alla ingående delar och av lufttrycket; men framförallt av rörets längd, form och om det är slutet eller öppet i bortre änden. Låga toner (låg frekvens) kräver långa pipor, flera meter för de lägsta tonerna. För de högsta tonerna räcker några centimeter.
Vanligaste material är hårt trä, tenn mer eller mindre legerat med bly, ibland koppar. Principalstämmor har gärna högre tennhalter, flöjtstämmor lägre (orgelmetall).
Metallpipor brukar ha cirkelrunt tvärsnitt, träpipor kvadratiskt eller rektangulärt. Längdvidden varierar från trattform (som är ovanlig) över densamma hela vägen (som är det vanligaste) till starkt konisk. Täckta pipor kan ha smala rör eller öppna koner på hattarna.

## Tungpipor
I rörverk eller tungpipor (ibland också kallade lingualpipor) bildas tonen i princip som på ett rörbladsinstrument. Rörbladet utgörs av en metalltunga, nästan alltid påslående, som täcker ett hål i ett munstycke, som i sin tur sitter inneslutet i en dill eller stövel, genom vilken luften blåses. Luften sätter tungan i svängning mot munstycket och försvinner sedan upp i det hål som munstycket har upptill. Där brukar det sitta en uppsats, monterad på stöveln. Tonhöjden bestäms till allra största delen av tungans längd, form och tjocklek; uppsatserna kan se mycket olika ut till både form och storlek och påverkar främst klangfärgen.
Uppsatsens längd kan i teorin sägas avpassas för att ge resonans åt de formanter man vill förstärka och undertrycka dem man vill försvaga; i praktiken varierar formerna mycket och vad som händer i en anblåst rörverksuppsats är ofta svårt att analysera. De vanligaste grundformerna är tratt och cylinder. Vanliga material är mässing, tenn och trä.

## Allmänt
Ett problem med äldre tennpipor är ibland att de angrips av tennpest, som med tiden fräter sönder pipan.